# Kohlberg (Württemberg)

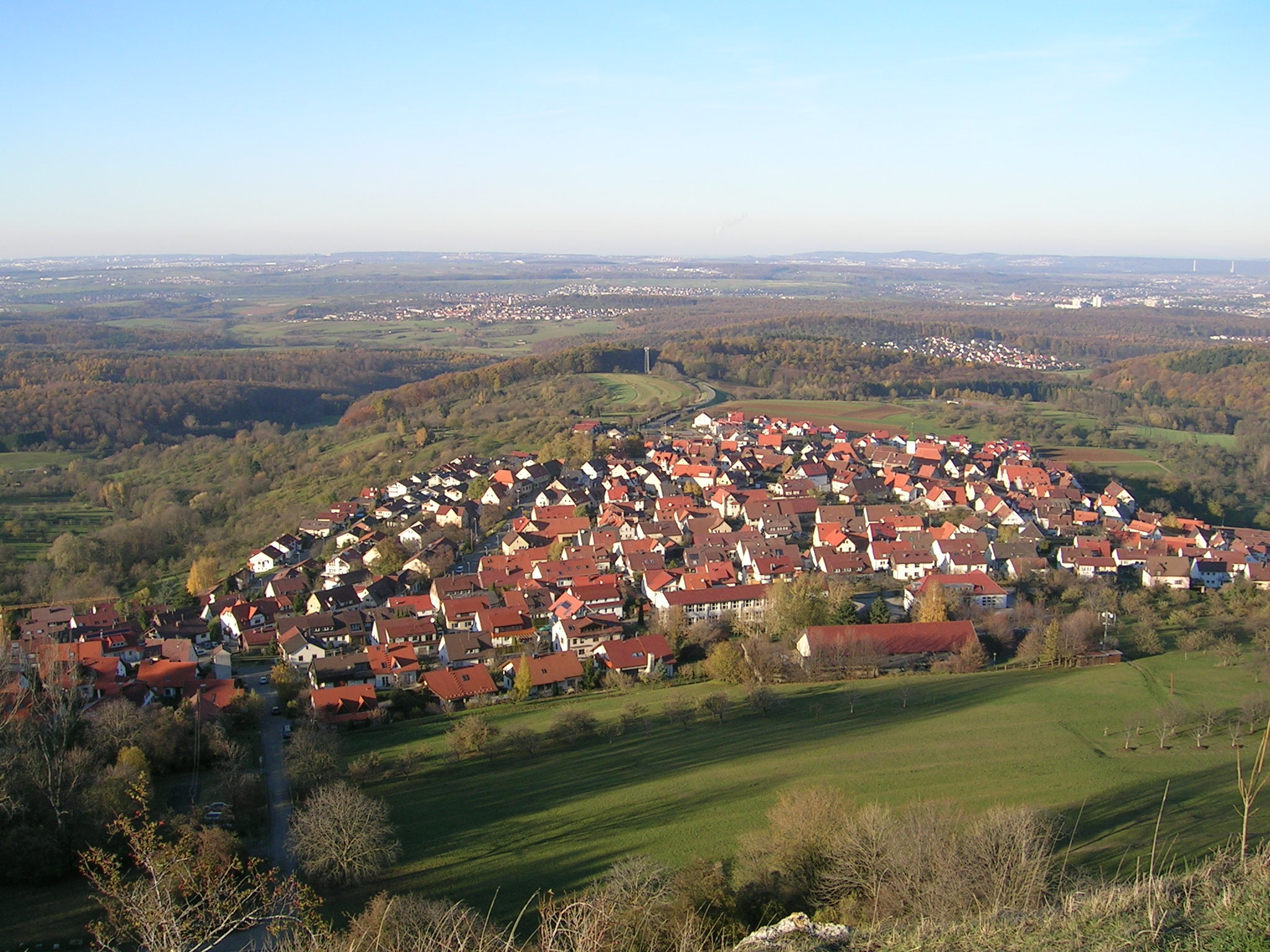
Blick vom Jusi auf Kohlberg

Kohlberg ist eine Gemeinde im Landkreis Esslingen in Baden-Württemberg. Sie gehört zur Region Stuttgart (bis 1992 Region Mittlerer Neckar) und zur europäischen Metropolregion Stuttgart. Kohlberg ist mit seiner gesamten Gemarkung Teil des Biosphärengebiets Schwäbische Alb.

## Geographie

### Geographische Lage
Kohlberg liegt am Albtrauf in 357 bis 666 Metern Höhe zu Füßen des Jusi dessen höchster Punkt wenige Meter südlich der Gemarkungsgrenze liegt. 

### Gemeindegliederung
Zur Gemeinde gehören außer dem Dorf Kohlberg keine weiteren Orte.

### Nachbargemeinden
Folgende Städte und Gemeinden grenzen an die Gemeinde Kohlberg, sie werden im Uhrzeigersinn beginnend im Norden genannt und gehören zum Landkreis Esslingen bzw. zum Landkreis Reutlingen¹: Frickenhausen, Neuffen, Metzingen¹ und Grafenberg¹.

### Flächenaufteilung
Nach Daten des Statistischen Landesamtes, Stand 2014.

## Geschichte

### Vorgeschichte
Die Spuren der Besiedelung im Raum Kohlberg reichen weit in die Zeit vor Christi Geburt zurück. Im Gewann Mittlerer Wasen wurden aus Jurahornstein gefertigte Werkzeuge geborgen, die aus der Jungsteinzeit, ca. 3000 bis 2000 v. Chr., datieren. Die gefundenen Werkzeuge lassen den Schluss zu, dass die Bewohner des Kohlberger Gemeindegebiets teils Viehhirten, Jäger und Sammler waren. Ein auf dem Jusi gefundenes Töpfchen aus der Spätbronzezeit beweist, dass der Kohlberger „Hausberg“ schon zwischen 1200 und 800 v. Chr. bewohnt war. Dies gilt auch für die Hallstattzeit (800–400 v. Chr.), aus der einige Grabhügel im oberen Autmuttal stammen.

### Mittelalter
Im 11. Jahrhundert gehörte Kohlberg zum Gebiet der Grafen von Achalm. Die Grafen Luitold und Kuno von Achalm verschenkten im Jahre 1098 mit dem Bempflinger Vertrag große Ländereien an das Kloster Zwiefalten. Der Zwiefaltener Abt Ulrich von Hürzbühl ließ im Jahre 1102 in Kohlberg eine Wohnstätte (domicilium) für Laienbrüder erbauen, die Weinberge anlegten und pflegten. Seit dem Ende des 11. Jahrhunderts besaß das Kloster Zwiefalten neben dem domicilium weitere Anwesen im Dorf Kohlberg. Zwei ritterliche Dienstmannen des Grafen von Achalm, Eberhard von Urach und Luitold, schenkten dem Kloster drei Huben und die freigeborene Gisela von Hiltensweiler überließ ihm zwei Huben mit dem angrenzenden Wäldchen Berinbolt.
In der Folgezeit gab es um das Kohlberger Gut erhebliche Streitigkeiten. Diese nahmen im 15. Jahrhundert fast kriegerische Formen an, als die Regierung Kaiser Friedrichs III. dem Vizekanzler Ulrich Welzli, einem gebürtigen Göppinger, den Hof als Erblehen verlieh. Dadurch wäre es 1461 fast zu einer Schlacht zwischen den Grafen von Württemberg und – im Auftrag des Kaisers – dem Pfalzgrafen Friedrich gekommen. Der völlig überraschende Tod Ulrich Welzlis machte eine friedliche Lösung möglich. Aufgrund eines Vergleichs des Klosters Zwiefalten mit dem Bruder und Erben Welzlis sprach das Rottweiler Hofgericht den Kohlberger Hof im Jahre 1465 wieder den Zwiefaltenern zu, die dafür 1000 Gulden an Welzli leisten und ihm auf Lebenszeit pro Jahr 100 Gulden zukommen lassen mussten. Im Jahre 1467 erklärte Friedrich III., dass der Kohlberger Hof des Klosters „Eigen“ und kein „Lehen“ sei und setzte es in seine alten Rechte wieder ein.

### Frühe Neuzeit
Im Jahre 1520 überließ das Kloster Zwiefalten Lehensbauern in Neuhausen an der Erms das frühere Gut. Ebenfalls im Jahre 1520 wurde Kohlberg zur selbständigen Pfarrei, nachdem es zuvor Filialgemeinde von Neuffen gewesen war.

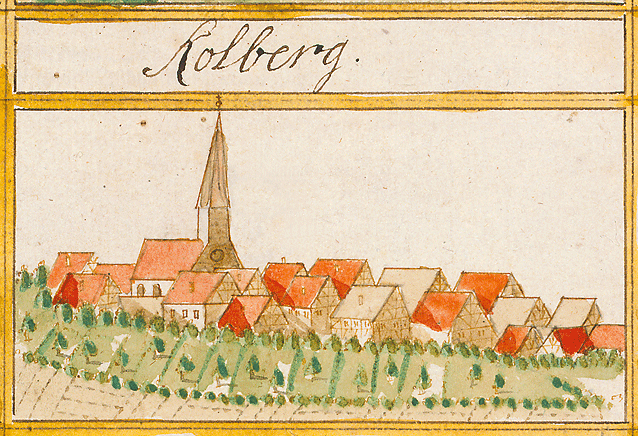
Kohlberg 1683, Forstlagerbuch von Andreas Kieser

Die Pfründgefälle (Abgabenrechte), die Adelige und Pfarreien in Kohlberg hatten, kamen nach der Reformation, wie die des Klosters Zwiefalten 1750 an Württemberg. Die Gemeinde hatte im 16. Jahrhundert kein eigenes Gericht, sondern gehörte damals und wahrscheinlich von alters her in das Gericht der württembergischen Stadt Neuffen. Die hohe Gerichtsbarkeit übte seit 1475 unangefochten Württemberg aus.
Das wirtschaftliche Leben der Einwohnerschaft drehte sich bis zur Mitte des 20. Jahrhunderts hauptsächlich um die Landwirtschaft. Der noch auf das Kloster Zwiefalten zurückgehende Obst- und Weinbau hat sich bis heute gehalten. Leinenweberei wurde im Ort nachweislich seit dem 17. Jahrhundert betrieben.
Im 17. Jahrhundert zeigte der Kaiser nochmals Interesse an Kohlberg: Im Dreißigjährigen Krieg wurden die Württemberger in der Schlacht bei Nördlingen im Jahre 1634 besiegt. Darauf nahm der Kaiser die ganze einstige Grafschaft Achalm, wozu auch Kohlberg gehörte, an sich und übergab den Besitz an die Erzherzogin Claudia von Vorderösterreich. Im Westfälischen Frieden des Jahres 1648 kehrte Kohlberg wieder in die Obhut Württembergs zurück.
Im Herzogtum Württemberg gehörte Kohlberg zunächst zum altwürttembergischen Amt Neuffen. Bei der Umsetzung der neuen Verwaltungsgliederung im 1806 gegründeten Königreich Württemberg wurde Kohlberg dem Oberamt Nürtingen zugeordnet.

### 20. Jahrhundert
Im Ersten Weltkrieg wurden 226 Männer aus Kohlberg zum Kriegsdienst überwiegend in die Württembergische Armee eingezogen. Das Kriegerdenkmal am Südportal der Kirche verzeichnet 52 Gefallene und 13 Vermisste. Während der NS-Zeit in Württemberg wurde das ehemalige Oberamt im Jahr 1938 in den neuen Landkreis Nürtingen überführt. In der Zeit des Zweiten Weltkriegs wurden 236 Männer aus Kohlberg in die Wehrmacht eingezogen. 55 Soldaten aus Kohlberg fielen und 21 wurden vermisst. Die Gemeinde blieb von Luftangriffen und dergleichen fast völlig verschont. Ab dem 23. April 1945 war die Gemeinde durch Truppen der 7. US-Armee eingenommen und somit vom NS-Regime befreit. Die Grenze zwischen der amerikanischen und französischen Besatzungszone verlief mitten durch die Gemeinde. Dies wurde später korrigiert und die Trennlinie verlief dann identisch mit der Markungsgrenze zu Metzingen. Die Gemeinde war fortan unter amerikanischer Besatzung und gehörte zum Nachkriegsland Württemberg-Baden, seit 1952 zu Baden-Württemberg. Mit der Kreisreform von 1973 wurde der Ort in den Landkreis Esslingen integriert.

### Einwohnerentwicklung
- 1824: 0759 Einwohner
- 1848: 0887 Einwohner
- 1939: 1.072 Einwohner
- 1950: 1.381 Einwohner
- 1961: 1.504 Einwohner
- 1970: 1.753 Einwohner
- 1980: 2.106 Einwohner
- 1990: 2.225 Einwohner
- 1995: 2.259 Einwohner
- 2000: 2.291 Einwohner
- 2005: 2.321 Einwohner
- 2010: 2.277 Einwohner
- 2015: 2.268 Einwohner
- 2020: 2.345 Einwohner

## Politik

### Gemeinderat
Der Gemeinderat in Kohlberg besteht aus den gewählten 12 ehrenamtlichen Gemeinderäten und dem Bürgermeister als Vorsitzendem. Der Bürgermeister ist im Gemeinderat stimmberechtigt.
Die Kommunalwahl am 9. Juni 2024 führte zu folgendem Endergebnis.
| Parteien und Wählergemeinschaften | Parteien und Wählergemeinschaften | % 2024  | Sitze 2024 | % 2019  | Sitze 2019 | Kommunalwahl 2024 %6050403020100 49,06 %50,94 % FWUWVGewinne/Verlusteim Vergleich zu 2019 %p 2 0 −2 −4+1,45 %p−1,45 %pFWUWV |
| FWV                               | Freie Wählervereinigung Kohlberg  | 49,06   | 6          | 47,61   | 6          | Kommunalwahl 2024 %6050403020100 49,06 %50,94 % FWUWVGewinne/Verlusteim Vergleich zu 2019 %p 2 0 −2 −4+1,45 %p−1,45 %pFWUWV |
| UWV                               | Unabhängige Wählervereinigung     | 50,94   | 6          | 52,39   | 6          | Kommunalwahl 2024 %6050403020100 49,06 %50,94 % FWUWVGewinne/Verlusteim Vergleich zu 2019 %p 2 0 −2 −4+1,45 %p−1,45 %pFWUWV |
| gesamt                            | gesamt                            | 100,0   | 12         | 100,0   | 12         | Kommunalwahl 2024 %6050403020100 49,06 %50,94 % FWUWVGewinne/Verlusteim Vergleich zu 2019 %p 2 0 −2 −4+1,45 %p−1,45 %pFWUWV |
| Wahlbeteiligung                   | Wahlbeteiligung                   | 72,65 % | 72,65 %    | 68,98 % | 68,98 %    | Kommunalwahl 2024 %6050403020100 49,06 %50,94 % FWUWVGewinne/Verlusteim Vergleich zu 2019 %p 2 0 −2 −4+1,45 %p−1,45 %pFWUWV |

### Bürgermeister
- 1924–1945: Eugen Schäfer
- 1945: Hermann Schaich
- 1945–1948: Richard Arnold
- 1948–1956: Eugen Schäfer
- 1956–1993: Rolf Winkler
- 1993–2008: Frank Buß
- 2008–2016: Klaus Roller
- 2016–2023: Rainer Taigel
- seit 2024: Thomas Franz

Franz wurde am 3. Dezember 2023 mit 70 Prozent der Stimmen zum Bürgermeister gewählt und trat das Amt am 1. März 2024 an.

### Wappen
Blasonierung: In geteiltem Schild oben in Blau zwei silberne (weiße) Lilien nebeneinander, unten in Silber (Weiß) ein blauer Rebzweig mit blauer Traube und zwei blauen Blättern.
Der im Schultheißenamtssiegel erstmals 1820 erkennbare Rebzweig ist ein Hinweis auf den seit Jahrhunderten betriebenen Weinbau in Kohlberg. Die beiden Lilien entstammen dem Wappen des Conrad von Achalm, der zeitweise die Reichsvogtei über den Kohlberghof ausübte. Die Gemeindeflagge hat die Farben Weiß-Blau (Silber-Blau). Das Wappen wurde 1952 von der Landesregierung, die Flagge 1973 vom Innenministerium verliehen.

## Kultur und Sehenswürdigkeiten
- Kohlberg liegt an der Württemberger Weinstraße mit vielen Sehenswürdigkeiten.Evangelische Kirche Kohlberg

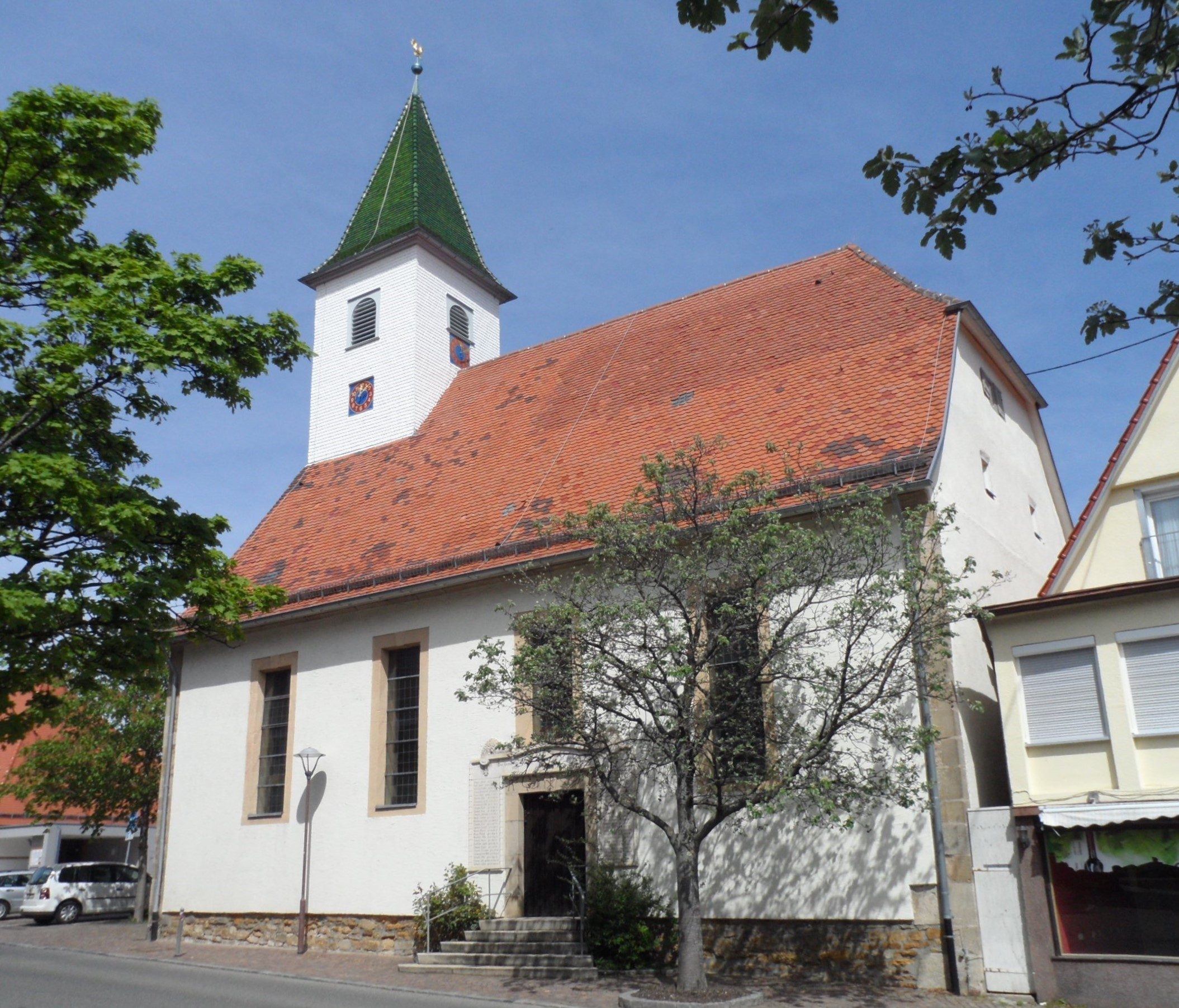
Evangelische Kirche Kohlberg

- Regelmäßig stattfindende Dorffeste sind das Kirschenfest und das Kohlberger Weinfest.

### Bauwerke
- Kelter, erbaut 1579
- Evangelische Kirche, erbaut 1768 durch Wilhelm Friedrich Goez

### Naturdenkmäler
- Der Jusi ist 673 m hoch. Von dort hat der Wanderer einen einmaligen Panoramablick über Schwaben. Vom Hohenzollern bis zu den Kaiserbergen reicht der Blick weit über das Neckartal, den Schwäbischen Wald und die Filder bis zum Schwarzwald.

### Vereine
- Die 1892 gegründete Ortsgruppe Kohlberg-Kappishäusern des Schwäbischen Albvereins wurde 1992 mit der Eichendorff-Plakette ausgezeichnet.

## Persönlichkeiten

### Ehrenbürger
- Rolf Winkler, Kohlberger Bürgermeister von 1957 bis 1993

### Söhne und Töchter der Gemeinde
- Christian Nathanael von Osiander (1781–1855), Theologe, Generalsuperintendent von Ulm, Landtagsabgeordneter
- August Holder (1850–1918), Literaturhistoriker und Lokalhistoriker
- Philipp Jakob Manz (1861–1936), Industriearchitekt